# Rattiszell
Rattiszell – miejscowość i gmina w Niemczech, w kraju związkowym Bawaria, w rejencji Dolna Bawaria, w regionie Donau-Wald, w powiecie Straubing-Bogen, wchodzi w skład wspólnoty administracyjnej Stallwang. Leży w Lesie Bawarskim, około 20 km na północ od Straubingu, przy drodze B20.

## Dzielnice
W skład gminy wchodzą następujące dzielnice: Eggerszell, Haunkenzell, Herrnfehlburg, Pilgramsberg i Rattiszell.

## Demografia
| Rok  | Liczba mieszk. |
| ---- | -------------- |
| 1970 | 1268           |
| 1987 | 1314           |
| 2000 | 1394           |

## Oświata
(na 1999)

W gminie znajduje się szkoła podstawowa (3 nauczycieli, 66 uczniów).